# Dagmar Bulmann
Dagmar Bulmann (* 28. Mai 1955 in Karow in Mecklenburg) ist eine deutsche Autorin historischer Romane.

## Leben
Sie ist Krankenschwester, Hebamme, Dipl. Medizinpädagogin. In dieser Funktion war sie zehn Jahre  in der Krankenpflegeausbildung an der Medizinischen Fachschule in Schwerin beschäftigt. 1991 wechselte 
sie ins Sozialministerium Mecklenburg-Vorpommern und war dort bis zu ihrer Pensionierung als Referentin für Aus- und Weiterbildung in den Gesundheitsfachberufen tätig.
Sie lebt in Pinnow (bei Schwerin).

## Werke
- Agnodike und das Museion von Alexandria. Ingo Koch Verlag, Rostock 2007, ISBN 978-3-938686-77-5.
- Die Germanen von Piowar. Edition Digital, Pinnow 2019, ISBN 978-3-95655-987-7.

Kurzgeschichten in verschiedenen Anthologien,
diverse Sprüche im Groh Verlag.